# Atletik under sommer-OL 2020 - 400 meter hækkeløb (damer)
400 meter løb hækkeløb for damer under Sommer-OL 2020 finder sted den 31. juli, 2. august og 4. august 2021.

## Medaljefordeling
| Medaljetagere           | Medaljetagere          | Medaljetagere       | Medaljetagere |
| ----------------------- | ---------------------- | ------------------- | ------------- |
| Guld                    | Sølv                   | Bronze              |               |
| Sydney McLaughlin · USA | Dalilah Muhammad · USA | Femke Bol · Holland |               |

## Turneringsformat
Der er kvalificeret 40 løbere til konkurrencen, der bliver afviklet med 6 indledende heats, 3 semifinaler og finalen. Efter de indledende heats går de tre bedste fra hvert heat og de seks bedste tider til semifinalerne. I de 3 semifinaler går de 2 bedste i hvert løb og de 2 bedste tider videre til finalen, hvor medaljerne bliver fordelt.

## Tidsplan
Nedenstående tabel viser tidsplanen for afvikling af konkurrencen:
| Dato      | Tid   | Runde       |
| --------- | ----- | ----------- |
| 31. juli  | 09:00 | Heats       |
| 2. august | 20:35 | Semifinaler |
| 4. august | 11:30 | Finale      |

## Resultater

### Runde 1

#### Heat 1
| Placering | Bane | Atlet               | Nation   | Reaktion | Tid   | Noter |
| --------- | ---- | ------------------- | -------- | -------- | ----- | ----- |
| 1         | 9    | Viktoriya Tkachuck  | Ukraine  | 0.256    | 54.80 | Q     |
| 2         | 3    | Melissa González    | Colombia | 0.146    | 55.32 | Q, NR |
| 3         | 7    | Anna Cockrell       | USA      | 0.213    | 55.37 | Q     |
| 4         | 8    | Sage Watson         | Canada   | 0.176    | 55.54 | Q     |
| 5         | 6    | Yadisleidis Pedroso | Italien  | 0.186    | 55.57 | q, SB |
| 6         | 5    | Amalie Iuel         | Norge    | 0.129    | 55.65 | q     |
| 7         | 2    | Aminat Jamal        | Bahrain  | 0.208    | 55.90 | SB    |
| 8         | 4    | Hanne Claes         | Belgien  | 0.174    | 56.38 | SB    |

#### Heat 2
| Placering | Bane | Atlet             | Nation         | Reaktion | Tid   | Noter |
| --------- | ---- | ----------------- | -------------- | -------- | ----- | ----- |
| 1         | 2    | Anna Ryzhykova    | Ukraine        | 0.191    | 54.56 | Q     |
| 2         | 7    | Janieve Russell   | Jamaica        | 0.159    | 54.81 | Q     |
| 3         | 9    | Paulien Couckuyt  | Belgien        | 0.182    | 54.90 | Q, NR |
| 4         | 8    | Linda Olivieri    | Italien        | 0.130    | 55.54 | Q, PB |
| 5         | 6    | Viivi Lehikoinen  | Finland        | 0.155    | 55.67 |       |
| 6         | 3    | Noelle Montcalm   | Canada         | 0.197    | 55.85 | SB    |
| 7         | 5    | Meghan Beesley    | Storbritannien | 0.165    | 55.91 |       |
| 8         | 4    | Chayenne da Silva | Brasilien      | 0.165    | 57.55 |       |

#### Heat 3
| Placering | Bane | Atlet               | Nation         | Reaktion | Tid   | Noter     |
| --------- | ---- | ------------------- | -------------- | -------- | ----- | --------- |
| 1         | 5    | Sydney McLaughlin   | USA            | 0.180    | 54.65 | Q         |
| 2         | 7    | Gianna Woodruff     | Panama         | 0.268    | 55.49 | Q         |
| 3         | 9    | Sara Slott Petersen | Danmark        | 0.161    | 55.52 | Q         |
| 4         | 8    | Quách Thị Lan       | Vietnam        | 0.150    | 55.71 | Q, SB     |
| 5         | 3    | Eleonora Marchiando | Italien        | 0.166    | 56.82 |           |
| 6         | 4    | Mariya Mykolenko    | Ukraine        | 0.200    | 57.86 | TR 16.5.3 |
| —         | 6    | Leah Nugent         | Jamaica        | 0.240    | DQ    | TR 17.3.1 |
| _         | 2    | Jessie Knight       | Storbritannien | —        | DNF   |           |

#### Heat 4
| Placering | Bane | Atlet            | Nation             | Reaktion | Tid   | Noter   |
| --------- | ---- | ---------------- | ------------------ | -------- | ----- | ------- |
| 1         | 8    | Femke Bol        | Holland            | 0.194    | 54.43 | Q       |
| 2         | 7    | Tia-Adana Belle  | Barbados           | 0.166    | 55.69 | Q, SB   |
| 3         | 3    | Wenda Nel        | Sydafrika          | 0.194    | 56.06 | Q       |
| 4         | 5    | Jessica Turner   | Storbritannien     | 0.186    | 56.83 | Q       |
| 5         | 6    | Sarah Carli      | Australien         | 0.167    | 56.93 | SB      |
| 6         | 9    | Yasmin Giger     | Schweiz            | 0.165    | 57.03 |         |
| —         | 2    | Ronda Whyte      | Jamaica            | —        | DQ    | TR 16.8 |
| —         | 4    | Sparkle McKnight | Trinidad og Tobago | —        | DNS   | —       |

#### Heat 5
| Placering | Bane | Atlet              | Nation    | Reaktion | TiD   | Note  |
| --------- | ---- | ------------------ | --------- | -------- | ----- | ----- |
| 1         | 3    | Dalilah Muhammad   | USA       |          | 53.97 | Q     |
| 2         | 5    | Carolina Krafzik   | Tyskland  | 0.189    | 54.72 | Q, PB |
| 3         | 9    | Lea Sprunger       | Schweiz   | 0.186    | 54.74 | Q, SB |
| 4         | 8    | Joanna Linkiewicz  | Polen     | 0.130    | 54.93 | Q, PB |
| 5         | 6    | Zurian Hechavarría | Cuba      | 0.181    | 54.99 | q, PB |
| 6         | 7    | Emma Zapletalová   | Slovakiet | 0.166    | 55.00 | q     |
| 7         | 2    | Line Kloster       | Norge     | 0.151    | 56.45 |       |
| 8         | 4    | Loubna Benhadja    | Algeriet  | 0.200    | 57.19 | PB    |

### Semifinaler

#### Semifinale 1
| Placering | Bane | Atlet            | Nation   | Reaktion | Tid   | Noter |
| --------- | ---- | ---------------- | -------- | -------- | ----- | ----- |
| 1         | 7    | Dalilah Muhammad | USA      | 0.186    | 53.30 | Q     |
| 2         | 6    | Janieve Russell  | Jamaica  | 0.151    | 54.10 | Q     |
| 3         | 5    | Paulien Couckuyt | Belgien  | 0.164    | 54.47 | NR    |
| 4         | 4    | Carolina Krafzik | Tyskland | 0.172    | 54.96 |       |
| 5         | 8    | Sage Watson      | Canada   | 0.163    | 55.51 |       |
| 6         | 3    | Quách Thị Lan    | Vietnam  | 0.188    | 56.78 |       |
| 7         | 9    | Linda Olivieri   | Italien  | 0.120    | 57.03 |       |
| 8         | 2    | Amalie Iuel      | Norge    | 0.121    | 57.61 |       |

#### Semifinale 2
| Placering | Bane | Atlet              | Nation    | Reaktion | Tid   | Noter |
| --------- | ---- | ------------------ | --------- | -------- | ----- | ----- |
| 1         | 5    | Sydney McLaughlin  | USA       | 0.204    | 53.03 | Q     |
| 2         | 4    | Gianna Woodruff    | Panama    | 0.207    | 54.22 | Q, AR |
| 3         | 6    | Anna Ryzhykova     | Ukraine   | 0.162    | 54.23 | q     |
| 4         | 3    | Zurian Hechavarría | Cuba      | 0.167    | 55.21 |       |
| 5         | 9    | Joanna Linkiewicz  | Polen     | 0.157    | 55.67 |       |
| 6         | 2    | Emma Zapletalová   | Slovakiet | 0.136    | 55.79 |       |
| 7         | 8    | Wenda Nel          | Sydafrika | 0.189    | 56.35 |       |
| 8         | 7    | Tia-Adana Belle    | Barbados  | 0.146    | 59.26 |       |

#### Semifinale 3
| Placering | Bane | Atlet               | Nation         | Reaktion | Tid     | Noter   |
| --------- | ---- | ------------------- | -------------- | -------- | ------- | ------- |
| 1         | 5    | Femke Bol           | Holland        | 0.215    | 53.91   | Q       |
| 2         | 8    | Anna Cockrell       | USA            | 0.174    | 54.17   | Q       |
| 3         | 7    | Viktoriya Tkachuk   | Ukraine        | 0.224    | 54.25   | q       |
| 4         | 6    | Lea Sprunger        | Schweiz        | 0.140    | 55.12   |         |
| 5         | 2    | Yadisleidis Pedroso | Italien        | 0.181    | 55.80   |         |
| 6         | 4    | Melissa González    | Colombia       | 0.191    | 57.47   |         |
| 7         | 3    | Jessica Turner      | Storbritannien | 0.185    | 1:00.36 |         |
| —         | 9    | Sara Slott Petersen | Danmark        | 0.165    | DNF     | TR 22.6 |

### Finale
| Placering                        | Bane | Atlet             | Nation  | Reaktion | Tid   | Noter     |
| -------------------------------- | ---- | ----------------- | ------- | -------- | ----- | --------- |
| 1                                | 4    | Sydney McLaughlin | USA     | 0.163    | 51.46 | WR        |
| 2. plads, sølvmedaljemodtager(e) | 7    | Dalilah Muhammad  | USA     | 0.200    | 51.58 | PB        |
| 3                                | 5    | Femke Bol         | Holland | 0.165    | 52.03 | AR        |
| 4                                | 6    | Janieve Russell   | Jamaica | 0.136    | 53.08 | PB        |
| 5                                | 2    | Anna Ryzhykova    | Ukraine | 0.177    | 53.48 |           |
| 6                                | 3    | Viktoriya Tkachuk | Ukraine | 0.206    | 53.79 | PB        |
| 7                                | 9    | Gianna Woodruff   | Panama  | 0.235    | 55.84 |           |
| —                                | 8    | Anna Cockrell     | USA     | 0.167    | DQ    | TR 17.3.1 |